# Lal Shahbaz Qalandar

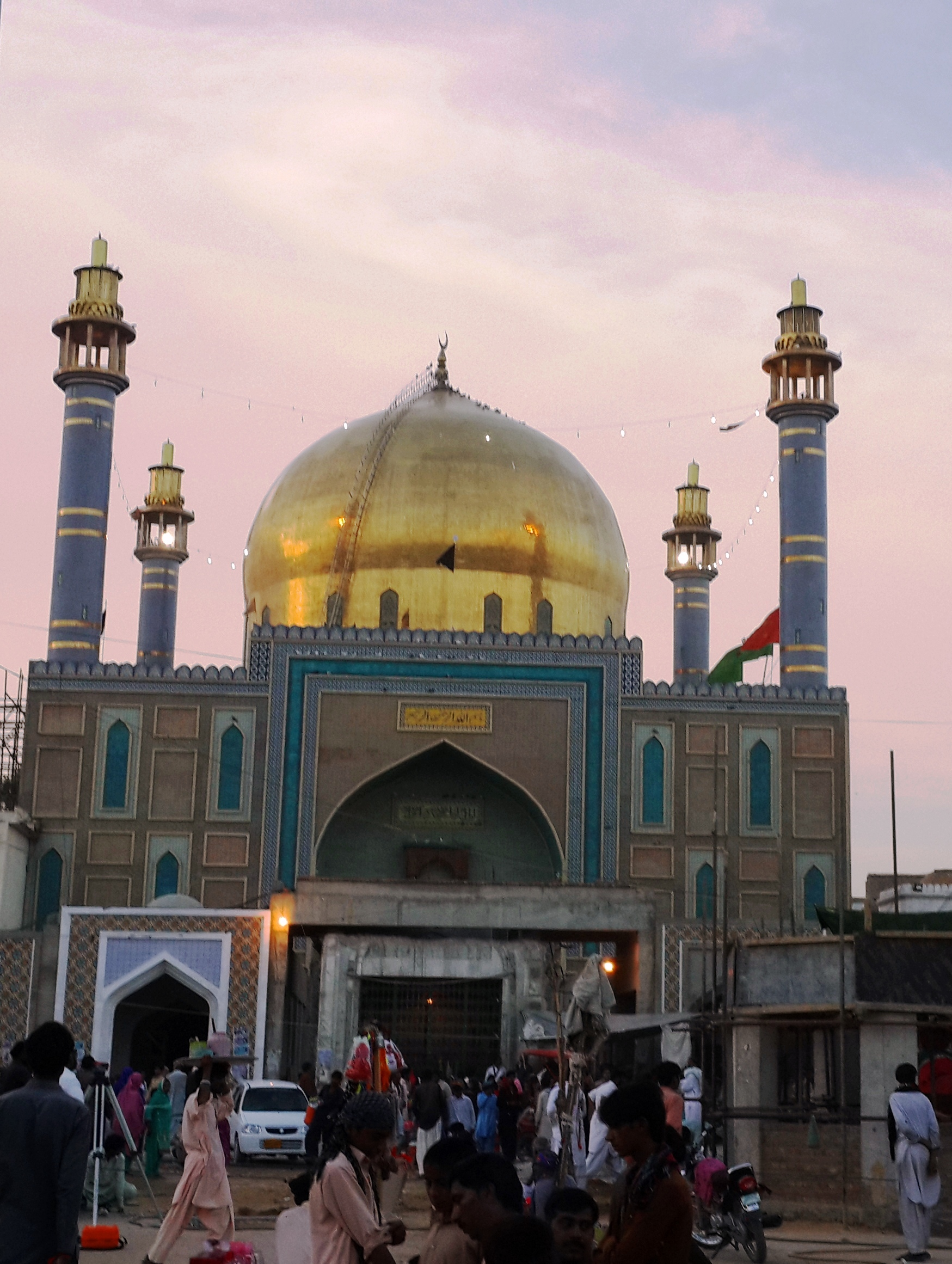
Santuario de Lal Shahbaz Qalandar en Sehwan

Shah Hussain Marwandi o Shah Usman Marwandi (1177-1275), popularmente conocido como Lal Shahbaz Qalandar (Sindhi: لعل شھباز قلندر), fue un filósofo-poeta sufí de lo que hoy es Afganistán y Pakistán. Se llamaba Lal ("color rubí") debido a su atuendo rojo habitual y Shahbaz para denotar un espíritu noble y divino y Qalandar, ya que era un hombre santo errante.
Después de su muerte, los hindúes dentro de la comunidad sindh comenzaron a identificar a Lal Shahbaz Qalandar como una encarnación de su deidad patrona, Jhulelal. Esta conexión fue enfatizada por la popular canción espiritual "Dama Dam Mast Qalandar" que se refería a él con el nombre de Jhulelal. Con el tiempo, Jhulelal se ha convertido en un sobrenombre para él, tanto entre los hindúes como entre los musulmanes sindhis.
El santuario de Lal Shahbaz Qalandar fue construido en 1356 y decorado con azulejos kashi sindhi, espejo y una puerta dorada donada, donada por el Shah de Irán, Reza Shah Pahlavi e instalada por el difunto Primer Ministro de Pakistán, Zulfikar Ali Bhutto.